# Patrick McGinley (Schriftsteller, 1937)
Patrick Anthony McGinley (* 8. Februar 1937 in Glencolumbkille) ist ein irischer Schriftsteller.

## Leben
Als eines von fünf Geschwistern besuchte er die Cashel National School in Gleann Cholm Cille und das St. Edna's College in Galway. Er studierte von 1954 bis 1957 Literatur am University College in Galway und interessierte sich für mittelenglische Poesie.
Nachdem er 1957 sein Studium mit dem Bachelor of Arts beendet hatte, unterrichtete er vier Jahre lang an einer Sekundarschule, bevor er 1962 nach London ging. Er arbeitete bei einem Verlag in London als Verlagsassistent. Mitte der 1960er Jahre, lebte er ein Jahr in Sydney.
1978 erschien seit Debütroman Bogmail, welches seinerzeit in Irland umstritten war, heute jedoch zu den Klassikern der irischen Kriminalliteratur zählt.
Er wohnt derzeit in Kent.

## Werke
- Bogmail, 1978
  - dt.: Bogmail. Roman mit Mörder. Aus dem Englischen von Hans-Christian Oeser. Steidl, Göttingen 2017, ISBN 978-3-95829-208-6.
- Goosefoot, 1982 (Neuausgabe als The Fantasist, 1987)[4]
- Fox Prints, 1983
- Foggage, 1983
- The Trick of the Ga Bolga, 1985
- The Red Men, 1987
- The Devil's Diary, 1988
- The Lost Soldier's Song, 1994

## Verfilmung
Der Roman Goosefoot wurde 1987 unter dem Titel The Fantasist verfilmt. Eine Neu-Dublinerin (gespielt von Moira Sinise) erhält darin Telefonanrufe eines Fremden und läuft Gefahr, Opfer eines Serienmörders zu werden.